# Mimegralla
Mimegralla är ett släkte av tvåvingar. Mimegralla ingår i familjen skridflugor.

## Dottertaxa tillMimegralla, i alfabetisk ordning[1]
- Mimegralla abana
- Mimegralla africana
- Mimegralla albimana
- Mimegralla albipes
- Mimegralla albitarsis
- Mimegralla australica
- Mimegralla basilewskyi
- Mimegralla baumanni
- Mimegralla binghami
- Mimegralla caligata
- Mimegralla cedens
- Mimegralla chrysopleura
- Mimegralla cinereipennis
- Mimegralla cocoensis
- Mimegralla coeruleifrons
- Mimegralla confinis
- Mimegralla conradti
- Mimegralla contingens
- Mimegralla cyanescens
- Mimegralla deferens
- Mimegralla diffundens
- Mimegralla elegans
- Mimegralla extrema
- Mimegralla flavicoxa
- Mimegralla formosana
- Mimegralla fuelleborni
- Mimegralla galbula
- Mimegralla gibbifera
- Mimegralla gowgeyi
- Mimegralla gutticollis
- Mimegralla immiscens
- Mimegralla immixta
- Mimegralla incompleta
- Mimegralla inornata
- Mimegralla kambaitiensis
- Mimegralla korinchiensis
- Mimegralla laticeps
- Mimegralla ledermanni
- Mimegralla leucopeza
- Mimegralla lunaria
- Mimegralla luteilabris
- Mimegralla lyra
- Mimegralla macropus
- Mimegralla magnifica
- Mimegralla maynei
- Mimegralla melanotica
- Mimegralla mobekensis
- Mimegralla nietneri
- Mimegralla nigrocincta
- Mimegralla niveitarsis
- Mimegralla novaehebrideana
- Mimegralla orbitalis
- Mimegralla pliosema
- Mimegralla prominens
- Mimegralla prudens
- Mimegralla pygmaea
- Mimegralla resoluta
- Mimegralla respondens
- Mimegralla samoana
- Mimegralla scapulifera
- Mimegralla sepsoides
- Mimegralla signaticollis
- Mimegralla sinensis
- Mimegralla solomonis
- Mimegralla spinosa
- Mimegralla splendens
- Mimegralla stabilis
- Mimegralla strenua
- Mimegralla striatofasciata
- Mimegralla stylophora
- Mimegralla subfasciata
- Mimegralla suzukiana
- Mimegralla talamaui
- Mimegralla teroensis
- Mimegralla tessmanni
- Mimegralla thaiensis
- Mimegralla tongana
- Mimegralla triannulata
- Mimegralla trisetosa
- Mimegralla tuberosa
- Mimegralla venusta
- Mimegralla wittei